# Trombash
Un trombash ou trumbash est un couteau de jet des Mangbetu de la République démocratique du Congo.

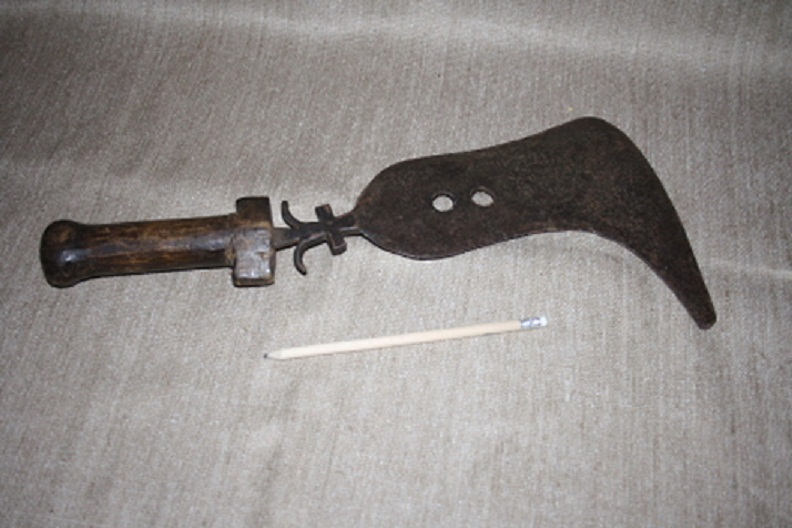
Trombash Mangbetu

## Caractéristiques
Ressemblant à une serpe le trombash est utilisé comme arme de jet ou comme monnaie,. Le manche est généralement constitué de bois, mais il peut être fait d'ivoire ou d'os. Il est plus ou moins décoré selon le rang de son possesseur et l'usage qui en est fait. La lame, robuste, est en fer.

## Galerie

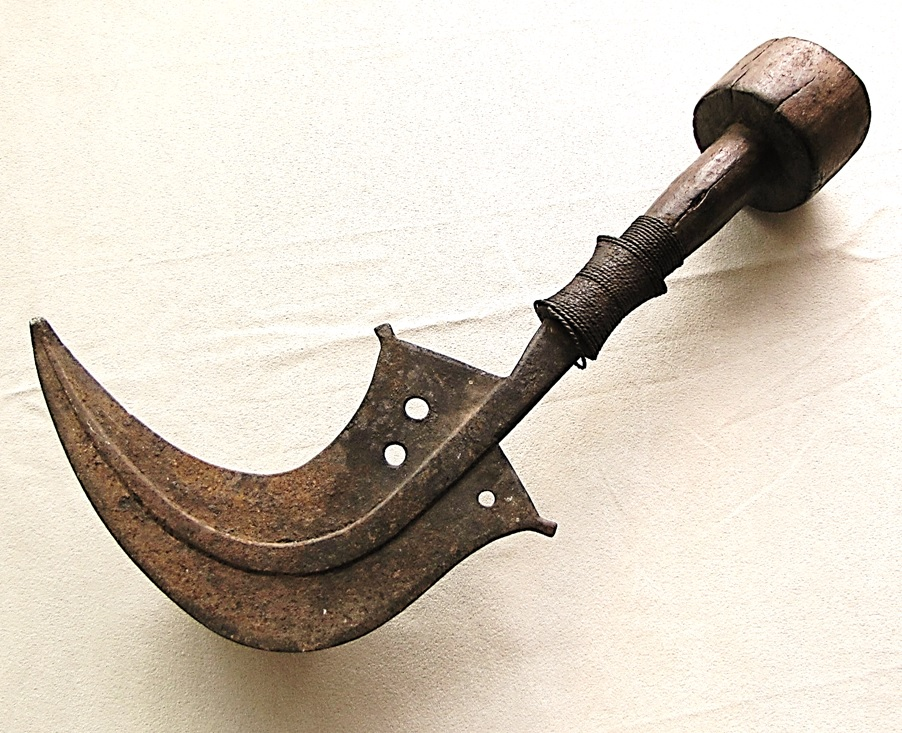
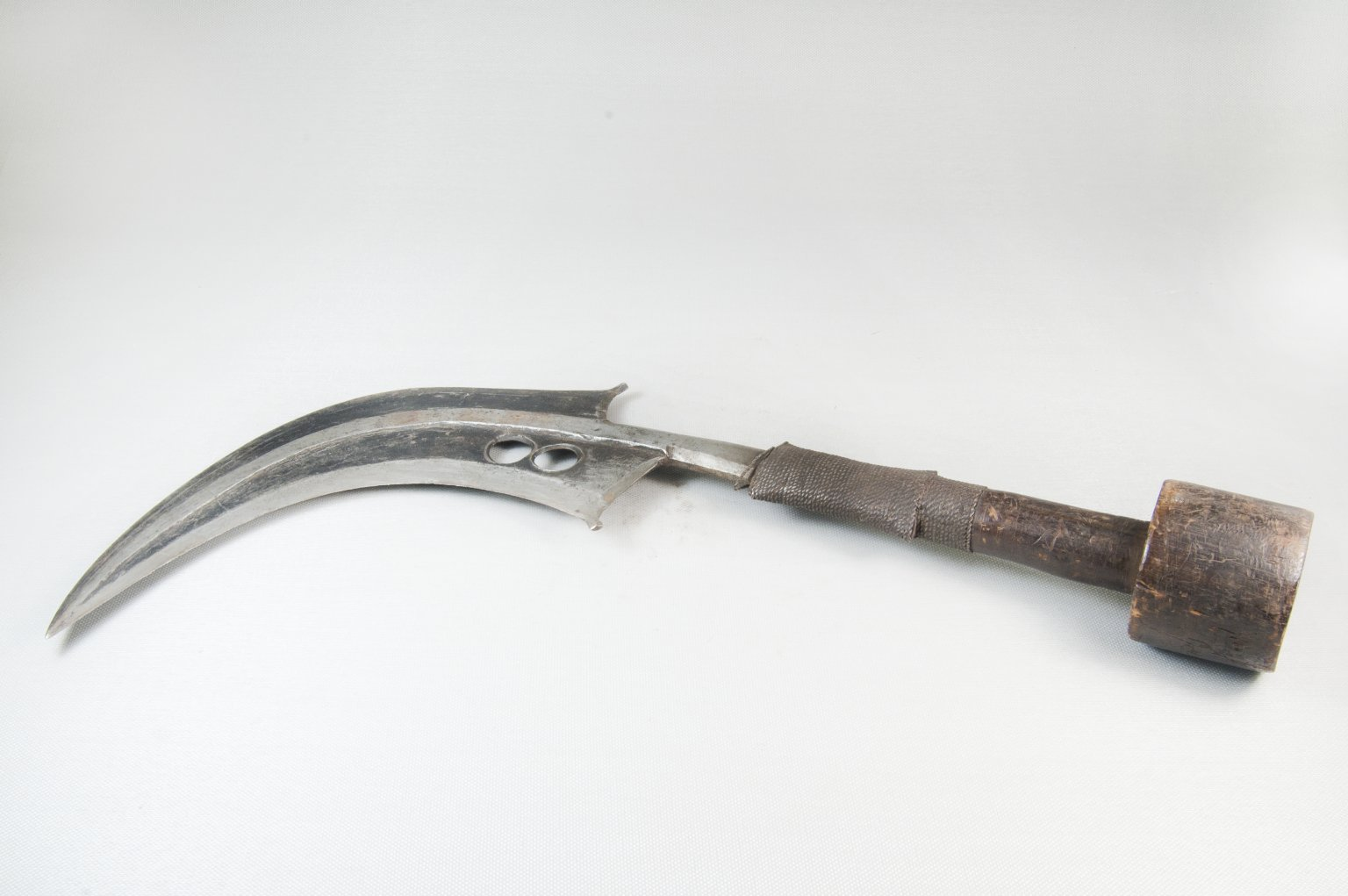
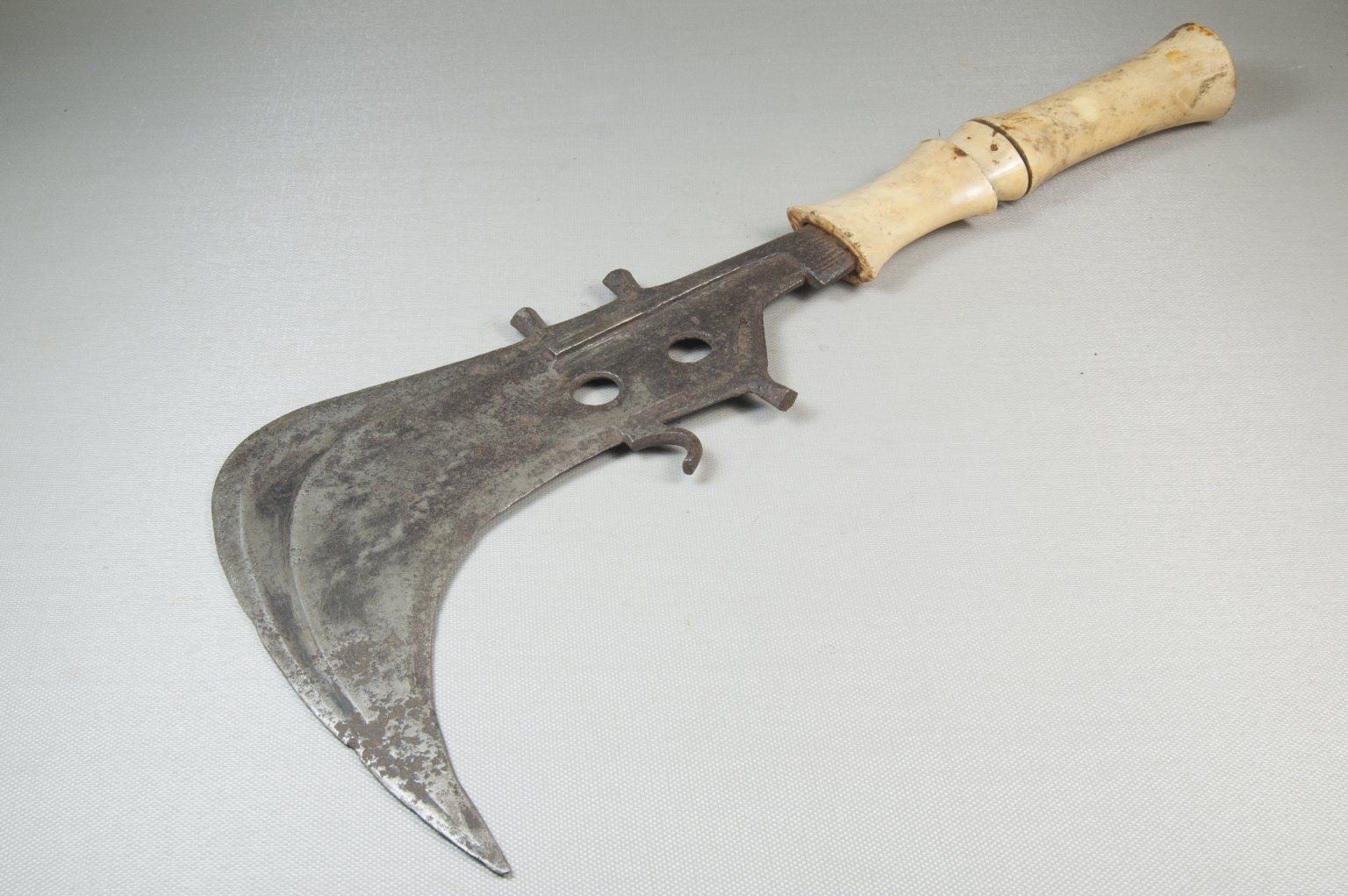
Trombash à manche d'ivoire
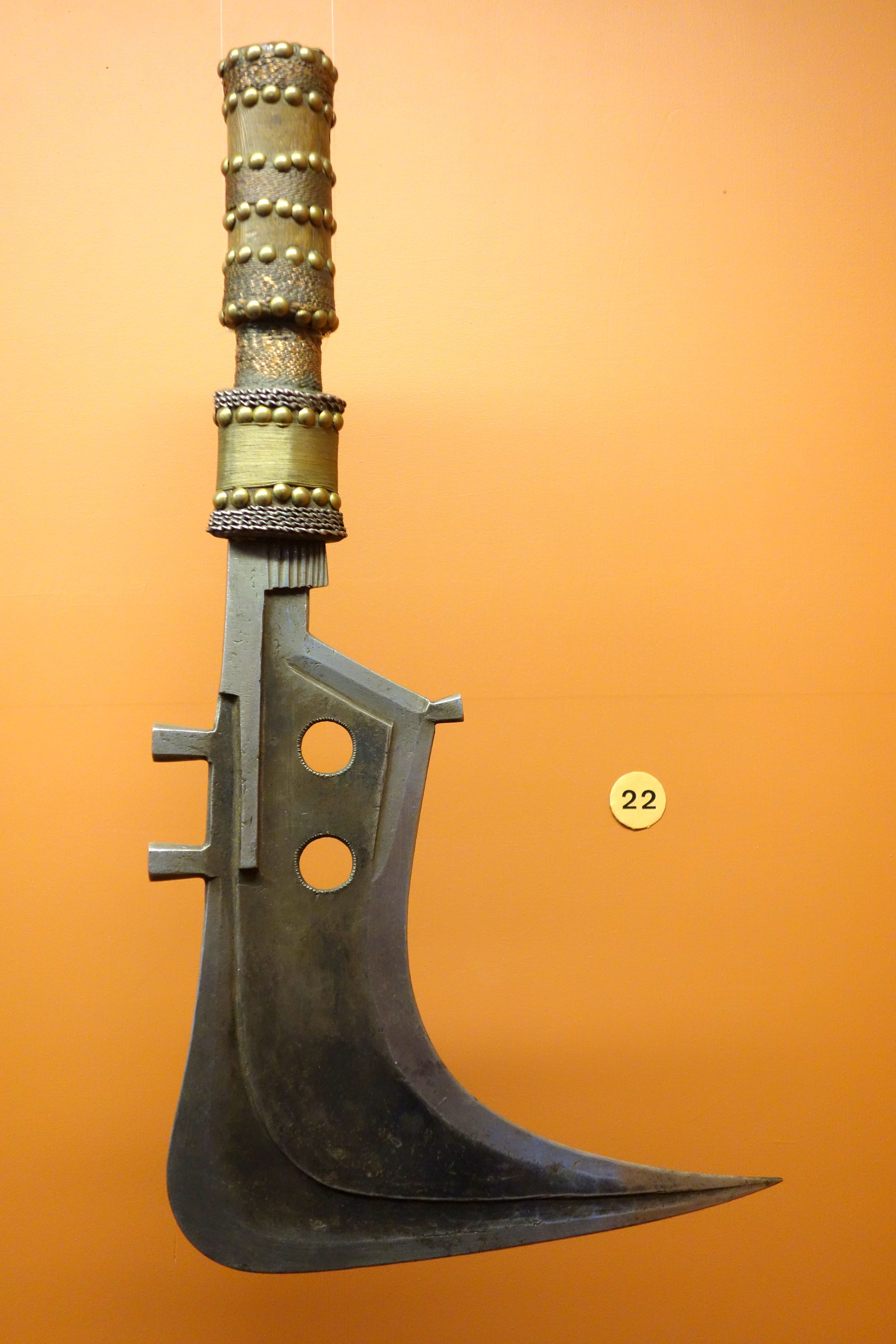
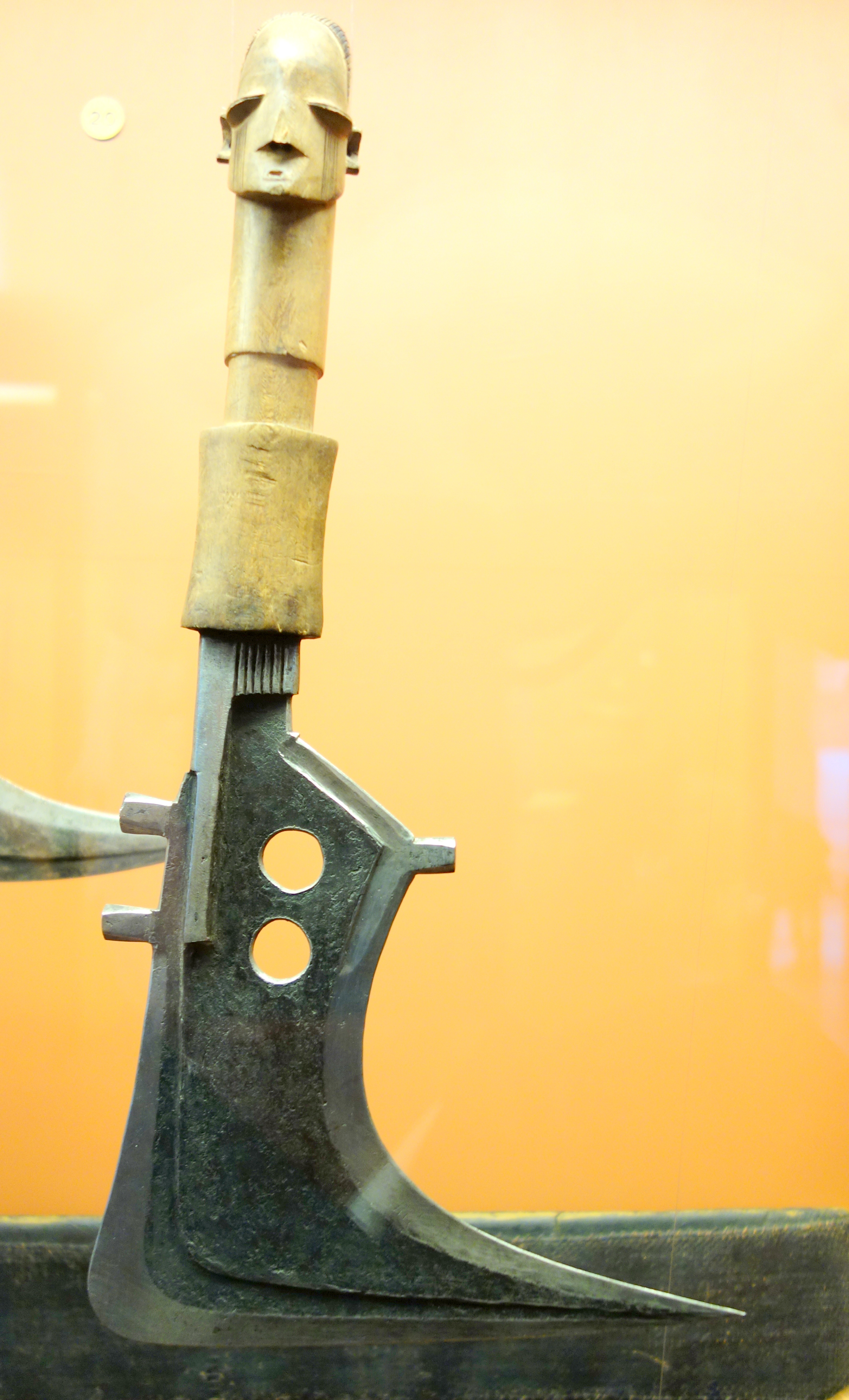
Trumbash à manche anthropomorphe
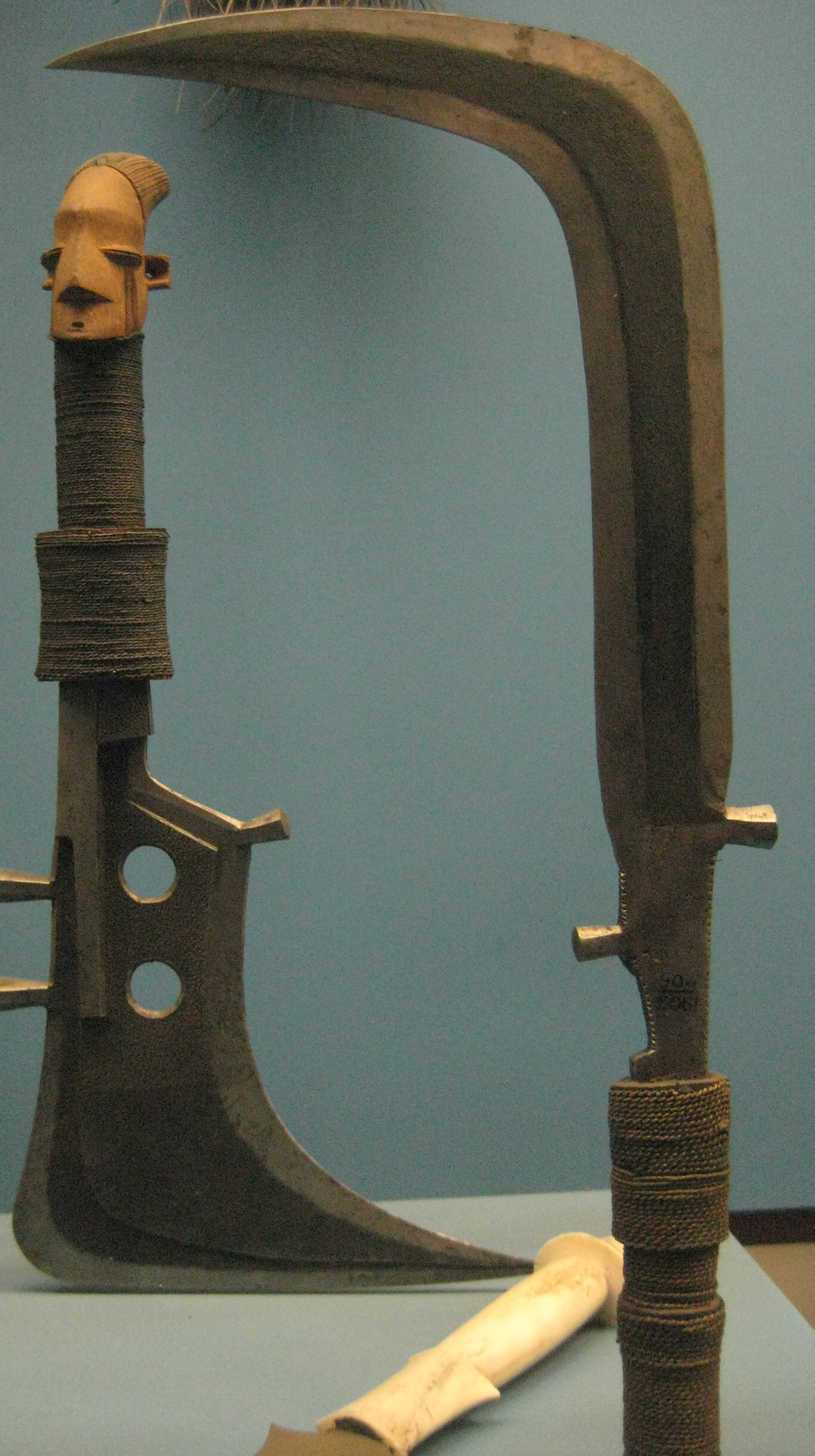